# Frittomix
Frittomix è il quarto album del cantautore torinese Marco Carena, pubblicato nel 2004, insieme ai Prostat+.

## Descrizione
Nel 2001 prende il via il progetto Marco Carena & Prostat+ dove, oltre a brani nuovi (scritti e musicati da Carena), vengono riproposti in chiave più rockeggiante anche vecchi successi, il tutto in un tour chiamato "frittourmix".
Questo progetto sfocerà nel nuovo album "Frittomix" che, rispetto ai tre dischi precedenti, evidenzia come già detto una vena più rockeggiante, grazie anche agli arrangiamenti dei Prostat+; rimangono comunque i testi di un alto spessore ironico-demenziale. Tredici le tracce, compresi i quattro pezzi riarrangiati, quali Arbre Magique (versione remix), Questione di Sfiga, Io ti amo e Blues delle mutande lunghe, gli altri brani: Panciera Gialla (un ospedale dove tutti sono scatenati), La domenica (la descrizione della settimana di un italiano medio), Un amore bastardo (una storia d'amore tra una ragazzina e l'amico di suo padre), Abitudine (abitudine alle brutte cose della vita), Tatuaggio e Ahi la moda (i tatuaggi e i piercing, ma anche zaini, maglietta, scarpe... tutto ciò che oggi è di moda), Uomini con il riporto (coloro che fanno di tutto per nascondere la calvizie), Ridere (secondo Carena bisogna ridere e far ridere, soprattutto in questo mondo) e infine Quanta nel mondo (la troviamo, la vediamo, l'annusiamo, ma soprattutto la facciamo... la "cacca").

## La copertina
Un piatto di fritti misti, dove spunta la faccia ironica di Marco Carena.

## Tracce
- Primo
- Panciera Gialla - 3'25"
- La domenica - 4'29"
- Un amore bastardo - 4'45"

- Secondo
- Abitudine - 3'19"
- Tatuaggio - 3'48"
- Uomini con il riporto - 4'28"
- Ahi la moda - 3'46"
- Ridere - 3'19"

- Contorno
- Arbre Magique (remix) - 3'39"

- Dessert
- Questione di Sfiga - 4'38"
- Io ti amo - 4'30"
- Blues delle mutande lunghe - 2'58"
- Quanta nel mondo - 4'27"

## Musicisti
- Marco Carena: voce solista
- Renato Taibi: batteria
- Oscar Bruno: batteria in Abitudine, Tatuaggio, Uomini con il riporto e Ahi la moda
- Valerio Giambelli: batteria in Ridere
- Rudy Ruzza: basso e cori
- Valerio Giambelli: chitarra
- Carlo Bagini: tastiere
- Antonella Di Michele, Giulia Firpo, Rossana Landi, Tony De Gruttola, Davide Magro, Valentina Ierardi, Rosanna chiaro e Francesco Venuto: cori